# Национален дом за еврейския народ
Понятията „еврейска държава“ и „национален дом за еврейския народ“ се използват за описание на ционизма и държавата Израел и се отнасят към нейния статут на нация-държава за евреите. Фразата „национален дом за еврейския народ“ се развива през годините и се използва в официални документи като Декларацията Балфур от 1917 г. Концепцията за национален дом на евреите е втъкана в националната политика на Израел и отразена в много от израелските публични и национални институции. Тази концепция е кодифицирана в Декларацията за създаване на държавата Израел на 14 май 1948 г., както и в Закона за завръщането, който е приет от Кнесета на 5 юли 1950 г. и в който се казва, че „всеки евреин има правото да се завърне в своята родина като оле (oleh [immigrant]).“ 